# Krasin (1917)
Krasin je ruský ledoborec, postavený v Anglii v roce 1917 jako Svjatogor. V roce 1927 byl přejmenován na památku bolševického politika Leonida Krasina. Proslavil se především záchranou posádky ztroskotané vzducholodi Italia. Do roku 1950 byl Krasin nejvýkonnější ledoborec světa. Využíván byl do roku 1971. Po roce 1989 byl zpřístupněn jako muzejní loď.

## Stavba

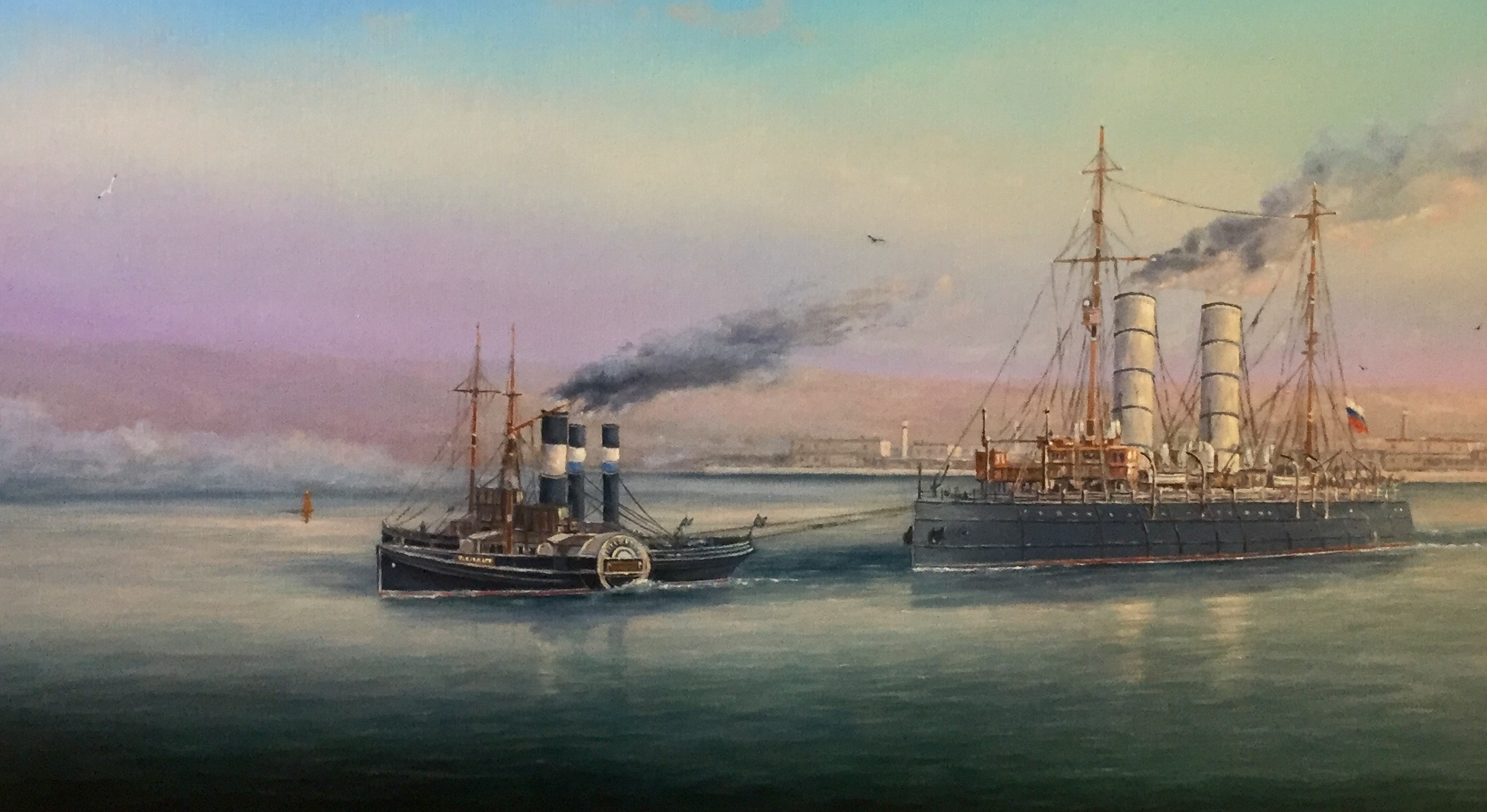
Spuštění ledoborce Svjatogor na malbě od Vladimira Kosova

Stavbu ledoborce Svjatogor ruské carské námořnictvo objednalo u anglické loděnice Armstrong Whitworth v Newcastle upon Tyne. Stejná společnost mu už dříve dodala ledoborec Jermak. Svjatogor byl na vodu spuštěn 3. srpna 1916.

## Služba

Ledoborec Krasin během výpravy na pomoc posádce ztroskotané vzducholodě Italia v roce 1928

V době ruské občanské války byl ledoborec potopen intervenujícím britským námořnictvem. Po vyzvednutí byl přepraven do Devonportu a mimo jiné využíván jako minolovka. Roku 1921 byl Svjatogor vrácen nástupnickému Sovětskému svazu. Roku 1927 byl přejmenován na počest bolševického politika a diplomata Leonida Krasina.
V roce 1928 ztroskotala při návratu ze severního pólu vzducholoď Italia s výpravou Umberta Nobileho. Ledoborec Krasin tuto výpravu zachránil, čímž získal celosvětovou známost a popularitu. Při návratu s přeživšími ze vzducholodě Krasin pomohl rovněž německému parníku Monte Cervantes, který byl těžce poškozen při srážce s plovoucím ledovcem.
Roku 1933 Krasin jako první ledoborec dosáhl severního ostrova Nové země.
Krasin by nasazen za druhé světové války. Po německé invazi po Sovětského svazu v roce 1941 Američané jednali se Sověty o jeho pronájmu. Pobřežní stráž jej měla získat až na osm měsíců. Ledoborec doplul do Bremertonu, kde bylo zjištěno, že jeho technický stav vyžaduje opravy za půl milionu dolarů. Jednání skončila 25. listopadu 1941. Přesto byly získané poznatky využity při vývoji amerických ledoborců třídy Wind. Při návratu se Krasin zastavil ve Velké Británii, kde byl vyzbrojen čtyřmi 76mm kanóny a sedmi 20mm kanóny. Zbytek války doprovázel zásobovací konvoje.
V letech 1953-1960 Krasin prošel rozsáhlou rekonstrukcí ve východoněmecké loděnici VEB Mathias-Thesen-Werft ve Wismaru. Například byly kotle přestavěny z vytápění uhlím na topný olej. Až do roku 1971 sloužil jako výzkumný ledoborec. Poté až do roku 1989 sloužil jako plovoucí základna a elektrocentrála pro geologické výzkumy. Roku 1989 byl prodán společnosti JSC Tehmiks, která jej chtěla nechat sešrotovat. Obchodu zabránila ruská vláda. Krasin byl přeměněn na plovoucí muzeum. Nachází se v Petrohradu.